# Maria Iaremtchouk
Maria Nazarivna Iaremtchouk (en ukrainien Марія Назарівна Яремчук), née le 2 mars 1993 à Tchernivtsi, est une chanteuse ukrainienne.

## Biographie
Maria Iaremtchouk naît le 2 mars 1993 à Tchernivtsi, en Ukraine. Elle est la fille de l'acteur Nazar Yaremtchouk. Son père est mort d'un cancer de l'estomac quand elle avait 2 ans. Elle a une sœur aînée, Vera, issue du premier mariage de sa mère, et deux frères, Dmitry et Nazar.
Elle se déclare comme apolitique mais apporte son soutien au Parti des régions en décembre 2013 afin d'unir l'est et l'ouest de l'Ukraine.

## Carrière musicale

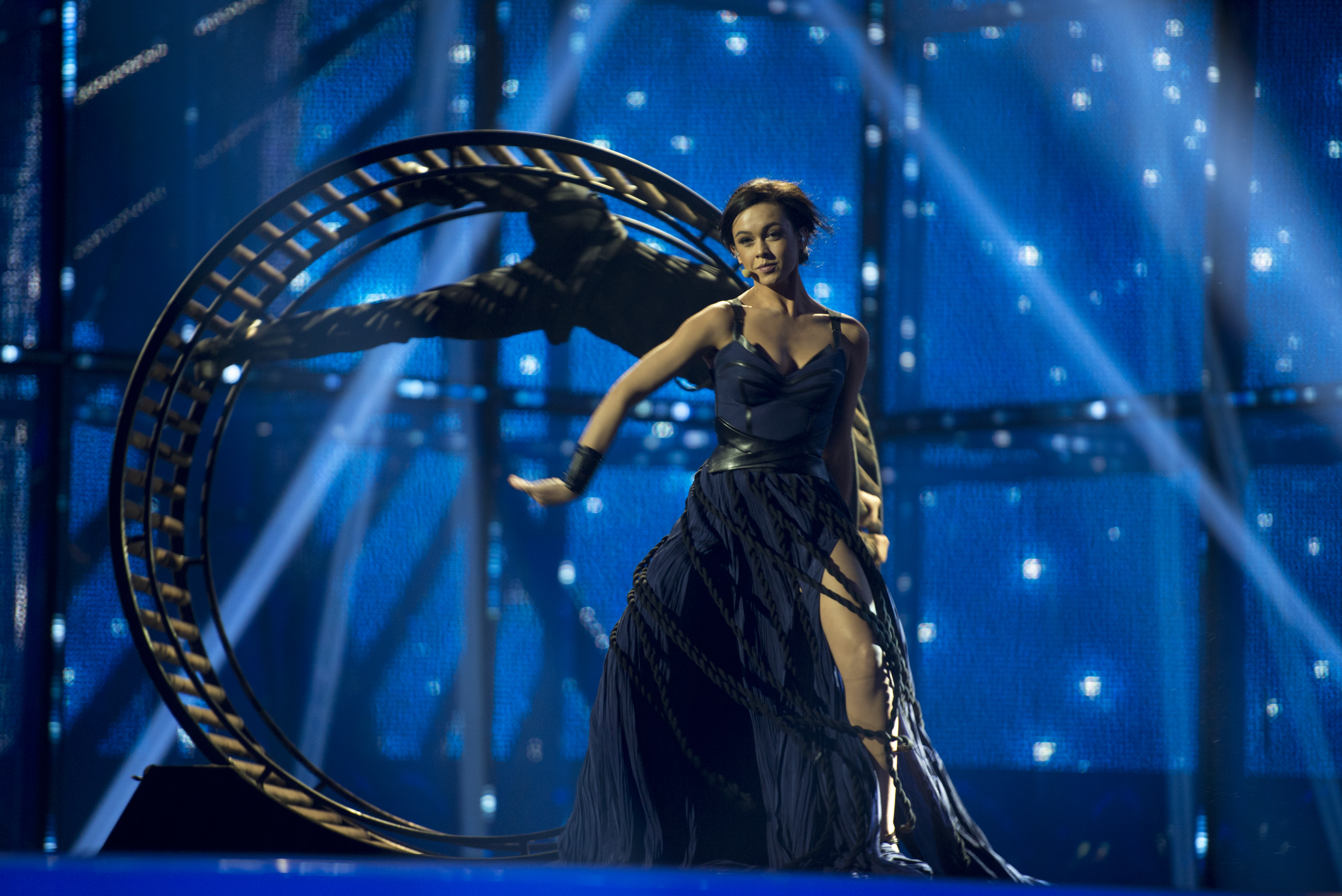
Mariya Yaremchuk lors de la demi-finale de l'Eurovision 2014.

### 2012: finaliste deThe Voice
Elle est finaliste de l'émission de télévision ukrainienne Holos Krayiny, la déclinaison ukrainienne de The Voice.
En 2012, elle est classée 3e du concours international de jeunes chanteurs New Wave 2012, où elle représente l'Ukraine.

### 2013-présent: Eurovision
Le 21 décembre 2013, elle gagne la finale nationale pour élire le représentant de l'Ukraine au Concours Eurovision de la chanson 2014 et représente ainsi son pays à Copenhague, au Danemark, avec la chanson Tick Tock où elle termine à la 6e place sur 26.

## Discographie

### Singles
| Année | Titre          |
| ----- | -------------- |
| 2012  | Со мной опять  |
| 2013  | Тебе я знайду  |
| 2013  | Tick-Tock (en) |